# Pseudaplosonyx
Pseudaplosonyx là một chi bọ cánh cứng trong họ Chrysomelidae.
Chi này được miêu tả khoa học năm 1884 bởi Duvivier.

## Các loài
Chi này gồm các loài:
- Pseudaplosonyx coeruleipennis (Duvivier, 1884)